# USS The Sullivans (DDG-68)

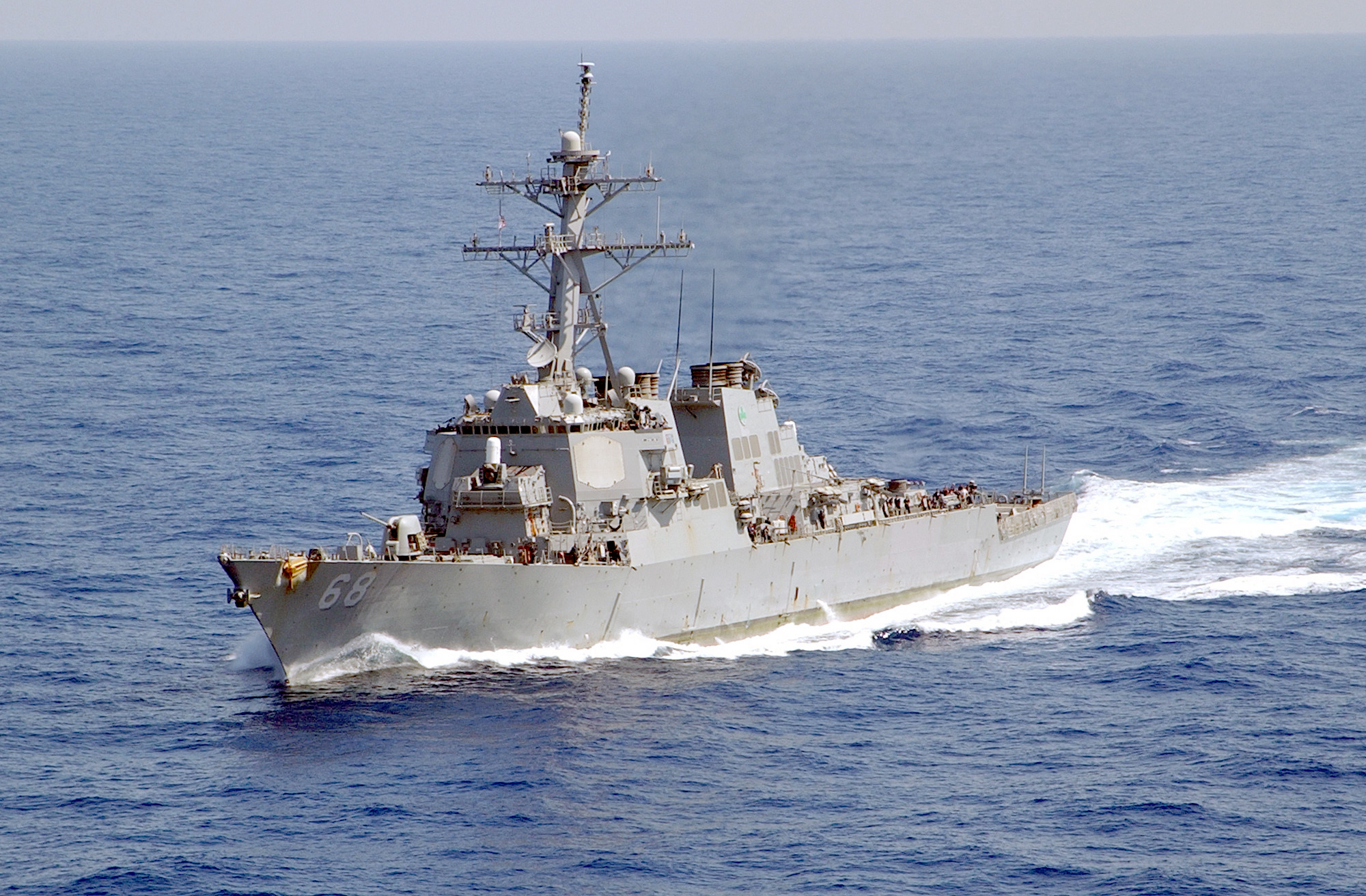
USS The Sullivans DDG-68 (25 липня 2002 року)

USS The Sullivans (DDG-68) — вісімнадцятий ескадрений міноносець КРО в першій серії Flight I типу «Арлі Берк». Збудований на корабельні Bath Iron Works, приписаний до морської станції Мейпорт, штат Флорида, входить до складу 24-й ескадри есмінців Атлантичного флоту США. Названий на честь братів Салліван — Джорджа, Френсіса, Джозефа, Медісона та Альберта Салліванів, віком від 20 до 27 років — які загинули, коли їх корабель, USS  Juneau, був затоплений японським підводним човном у листопаді 1942 р. в морській битві при Гуадалканалі. Це була найбільша військова втрата будь-якої американської родини під час Другої світової війни.
Введений до експлуатації 19 квітня 1997 року.

## Назва
Есмінець отримав назву на честь братів Салліван — Джорджа, Френсіса, Джозефа, Медісона та Альберта Салліванів, віком від 20 до 27 років — які загинули, коли їх корабель, USS  Juneau, був затоплений японським підводним човном у листопаді 1942 р. в морській битві при Гуадалканалі. Це була найбільша військова втрата будь-якої американської родини під час Другої світової війни.

## Бойова служба
20 жовтня 2015 року відпрацьовуючи вправи протиповітряної оборони, вперше на Гебридських островах здійснив пуск ракети SM-2.
12 лютого 2016 року прибув із запланованим візитом в порт Бар, Чорногорія. З 28 липня по 2 серпня перебував з візитом в Пальма-де-Майорка (Іспанія). 29 липня суднобудівна компанія BAE Systems Southeast Shipyards Mayport LLC в Джексонвілл, штат Флорида, отримала контракт вартістю 9,7 млн доларів США на проведення обмеженого ремонту, який був завершений в березні 2017 року.
У серпні 2018 року «Салліванс» увійшов до Перської затоки, з крилатими ракетами на борту.
24 листопада 2021 року, разом з морськими патрульними судами ВМС Тунісу TNS Jugurtha (P610) і TNS Carthage (P503) здійснив кілька тактичні операцій для підвищення безпеки на морі та підвищення оперативної сумісності між двома флотами.